# World Series of Darts
World Series of Darts – turniej darta zorganizowany jednokrotnie przez federację Professional Darts Corporation w 2006 roku. Turniej nie cieszył się popularnością i nie został powtórzony w roku następnym. Został zastąpiony turniejem US Open w 2007 roku. Turniej odbywał się w budynku Mohegan Sun Casino w Connecticut w USA. Występowała w nim szesnastka najwyżej sklasyfikowanych w rankingu światowym darterów. PDC zaoferowała 1 000 000 dolarów amerykańskiemu zwycięzcy turnieju. Nagroda dla zwycięzcy spoza Ameryki wynosiła 100,000 USD. Turniej pokazał bardzo dużą różnicę w klasie pomiędzy profesjonalnymi członkami federacji PDC a amerykańskimi darterami. Jedynie jeden Amerykanin, John Kuczynski, przebrnął przez pierwszą rundę turnieju lecz odpadł w kolejnej rundzie po pojedynku z Wayne'em Mardle.
Zwycięzcą turnieju został Phil Taylor, który w finale pokonał Adriana Lewisa 13:5.

## Zakwalifikowani Amerykanie
- Isen Veljic (Chicago)
- Roger Carter (Auburn (Alabama))
- Jim Widmayer (Staten Island)
- Jim Watkins (Schuylkill Haven (Pennsylvania))
- David DePriest(Grand Rapids (Michigan))
- Joseph Carter Chaney (Soddy-Daisy (Tennessee))
- John Kuczynski (Zion Grove (Pennsylvania))
- Tim Grossman (Hudson (Nowy Jork))
- Joe Slivan (Winter Park (Floryda))
- Ray Carver (Nashua (New Hampshire))
- Joe Efter (Danielson (Connecticut))
- Tom Curtin (Townsend (Massachusetts))